# Sancho II van Navarra
Sancho II van Navarra (ca. 938 – december 994) was van 970 tot aan zijn dood koning van Navarra en graaf van Aragón. Hij behoorde tot het huis Jiménez.

## Levensloop
Sancho II was de zoon van koning García I van Navarra en diens echtgenote Andregoto, dochter en erfgename van graaf Galindo II Aznárez van Aragón. Hij huwde in 962 met Urraca Fernández, dochter van graaf Ferdinand González van Castilië.
Door zijn huwelijk waren er nu familiale verbintenissen tussen de beide naburige rijken, aan wiens grote oorlogs- en diplomatieke ondernemingen Sancho steeds deelnam. Nadat hij in 970 koning van Navarra en graaf van Aragón was geworden, stond hij het grensgebied Viguera af aan zijn broer Ramiro. Hierbij kreeg Ramiro koningstitel, terwijl Viguera feitelijk als onderkoninkrijk aan Navarra verbonden was. Ook bezocht hij meermaals het hof van kalief al-Hakam II van Córdoba. Hierdoor ontstond er de facto een alliantie tussen Navarra en het kalifaat, ondanks de conflicten met de andere christelijke koninkrijken.
Vanaf 976 moesten Sancho en de andere christelijke heersers in Spanje constante aanvallen van de Arabieren onder leiding van Almansor afweren. Zo werd zijn broer Ramiro in 981 bij een raid van Qaid Halib gedood. In 992 kwam de burcht van Uncastillo in het machtsbereik van Navarra. Nadat hij de vrede met Almansor wist te herstellen, huwelijkte Sancho een van zijn dochter aan hem uit. Ook slaagde hij erin om in het bezit te komen van het Baskenland en La Rioja.
Sancho II stierf in 994, waarna hij werd bijgezet in het klooster van San Juan de la Peña.

## Nakomelingen
Sancho en zijn echtgenote Urraca kregen volgende kinderen:
- García II (overleden in 1000), koning van Navarra
- Ramiro (overleden in 992)
- Gonzalo (overleden in 997), graaf van Aragón
- Urraca, huwde met Almansor

## Voorouders
| Voorouders van Sancho II van Navarra (-999) | Voorouders van Sancho II van Navarra (-999)                     | Voorouders van Sancho II van Navarra (-999)                     | Voorouders van Sancho II van Navarra (-999)                     | Voorouders van Sancho II van Navarra (-999)                     | Voorouders van Sancho II van Navarra (-999)                     | Voorouders van Sancho II van Navarra (-999)                     | Voorouders van Sancho II van Navarra (-999)                     | Voorouders van Sancho II van Navarra (-999)                     |
| ------------------------------------------- | --------------------------------------------------------------- | --------------------------------------------------------------- | --------------------------------------------------------------- | --------------------------------------------------------------- | --------------------------------------------------------------- | --------------------------------------------------------------- | --------------------------------------------------------------- | --------------------------------------------------------------- |
| Overgrootouders                             | García Jiménez (835-885) ∞ Dadildis van Pallars (-)             | García Jiménez (835-885) ∞ Dadildis van Pallars (-)             | Aznar Sanchez (-) ∞ Oneca Fortúnez (-)                          | Aznar Sanchez (-) ∞ Oneca Fortúnez (-)                          | Aznar II Galíndez (867–893) ∞ Onneca Garcés (-)                 | Aznar II Galíndez (867–893) ∞ Onneca Garcés (-)                 | Aznar Sánchez (865-925) ∞ Onneca Fortúnez (848–890)             | Aznar Sánchez (865-925) ∞ Onneca Fortúnez (848–890)             |
| Grootouders                                 | Sancho I van Navarra (865-925) ∞ Toda van Navarra (876-958)     | Sancho I van Navarra (865-925) ∞ Toda van Navarra (876-958)     | Sancho I van Navarra (865-925) ∞ Toda van Navarra (876-958)     | Sancho I van Navarra (865-925) ∞ Toda van Navarra (876-958)     | Galindo II Aznárez (-922) ∞ Sancha Garcés van Navarra (-)       | Galindo II Aznárez (-922) ∞ Sancha Garcés van Navarra (-)       | Galindo II Aznárez (-922) ∞ Sancha Garcés van Navarra (-)       | Galindo II Aznárez (-922) ∞ Sancha Garcés van Navarra (-)       |
| Ouders                                      | García I van Navarra (919-970) ∞ Andregoto van Aragón (900-972) | García I van Navarra (919-970) ∞ Andregoto van Aragón (900-972) | García I van Navarra (919-970) ∞ Andregoto van Aragón (900-972) | García I van Navarra (919-970) ∞ Andregoto van Aragón (900-972) | García I van Navarra (919-970) ∞ Andregoto van Aragón (900-972) | García I van Navarra (919-970) ∞ Andregoto van Aragón (900-972) | García I van Navarra (919-970) ∞ Andregoto van Aragón (900-972) | García I van Navarra (919-970) ∞ Andregoto van Aragón (900-972) |